# 阮遠
阮遠，越南李朝官员。
廣祐二年丙寅（1086年、宋哲宗元祐元年）春，阮遠向大越皇帝仁宗李乾德进献六足龜，龜背上有圖書。阮朝编年体史书《國史遺編》记载，阮遠在李朝官至左相国，是阮朝皇帝的祖先，以阮遠为阮低之子，阮淦的十四世祖。